# NGC 2441
NGC 2441 (другие обозначения — UGC 4036, MCG 12-8-15, ZWG 331.17, IRAS07460+7308, PGC 22031) — спиральная галактика с перемычкой (SBb) в созвездии Жираф.
Этот объект входит в число перечисленных в оригинальной редакции «Нового общего каталога».
Галактика NGC 2441 входит в состав группы галактик NGC 2523. Помимо NGC 2441 в группу также входят NGC 2523, PGC 23781, NGC 2550A, UGC 4041 и UGC 4199.
Это крупная галактика обращена к Земле плашмя, благодаря этому в ней удобно наблюдать спиральный узор  и получать кривые вращения галактики. В 2015 году данные о галактике использовались для оценки модифицированной теории ньютоновской динамики, и модель показала хорошее соответствие с наблюдениями.